# Amt Ostholstein-Mitte
La comunità amministrativa di Ostholstein-Mitte (Amt Ostholstein-Mitte) si trova nel circondario dell'Holstein Orientale nello Schleswig-Holstein, in Germania.

## Suddivisione
Comprende 5 comuni:
1. Altenkrempe (1 134)
2. Kasseedorf (1 457)
3. Schashagen (2 038)
4. Schönwalde am Bungsberg (2 558)
5. Sierksdorf (1 574)

Il capoluogo è Schönwalde am Bungsberg.
(Tra parentesi i dati della popolazione al 31 dicembre 2021)